# Авеню Уинстона Черчилля
Авеню Уинстона Черчилля (англ. Winston Churchill Avenue) — 1,5-километровая магистральная дорога, расположенная на территории британской заморской территории Гибралтар. Является единственной дорогой, соединяющей Гибралтар с Испанией.

## Краткий обзор
По территории Авеню Уинстона Черчилля проходит государственная граница между Гибралтаром и Испанией, а также таможенная зона. Помимо прочего, на проспекте расположен аэропорт Гибралтара и национальный стадион «Виктория», являющийся главной спортивной ареной страны.
Дорога пересекает взлётно-посадочную полосу аэропорта на уровне поверхности; передвижные баррикады закрываются, когда самолёты приземляются или взлетают. В 2009 году правительство Гибралтара объявило о том, что будет построено новое шоссе, чтобы избежать пересечения взлётно-посадочной полосы автомобилями, что в настоящее время вызывает сильные пробки.
Новая двухполосная дорога соединит таможенный пункт пропуска с Девилз-Тауэр-роуд, пересекая восточный конец взлётно-посадочной полосы аэропорта под землёй, через 350-метровый туннель.

## Военная операция 1988 года
6 марта 1988 года Авеню Уинстона Черчилля стало местом проведения военной операции «Флавий», в рамках которой солдаты Особой воздушной службы (SAS) застрелили троих членов Ирландской республиканской армии, подозревавшихся в планировании терактов в резиденции губернатора Гибралтара и дальнейшем побеге в Испанию. Законность данной операции была затем поставлена под сомнение представителями ЕСПЧ, однако вскоре гибель националистов была признана не противоречащей законодательству.